# Chiesa di San Giovanni Battista (Tolmezzo)
La chiesa di San Giovanni Battista è la parrocchiale di Terzo, frazione di Tolmezzo, in provincia e arcidiocesi di Udine; fa parte della forania della Montagna.

## Storia
L'originario luogo di culto di Terzo fu fondato nel Trecento.
La chiesa, consacrata nel 1490, venne interessata da un rifacimento tra i secoli XV e XVI.

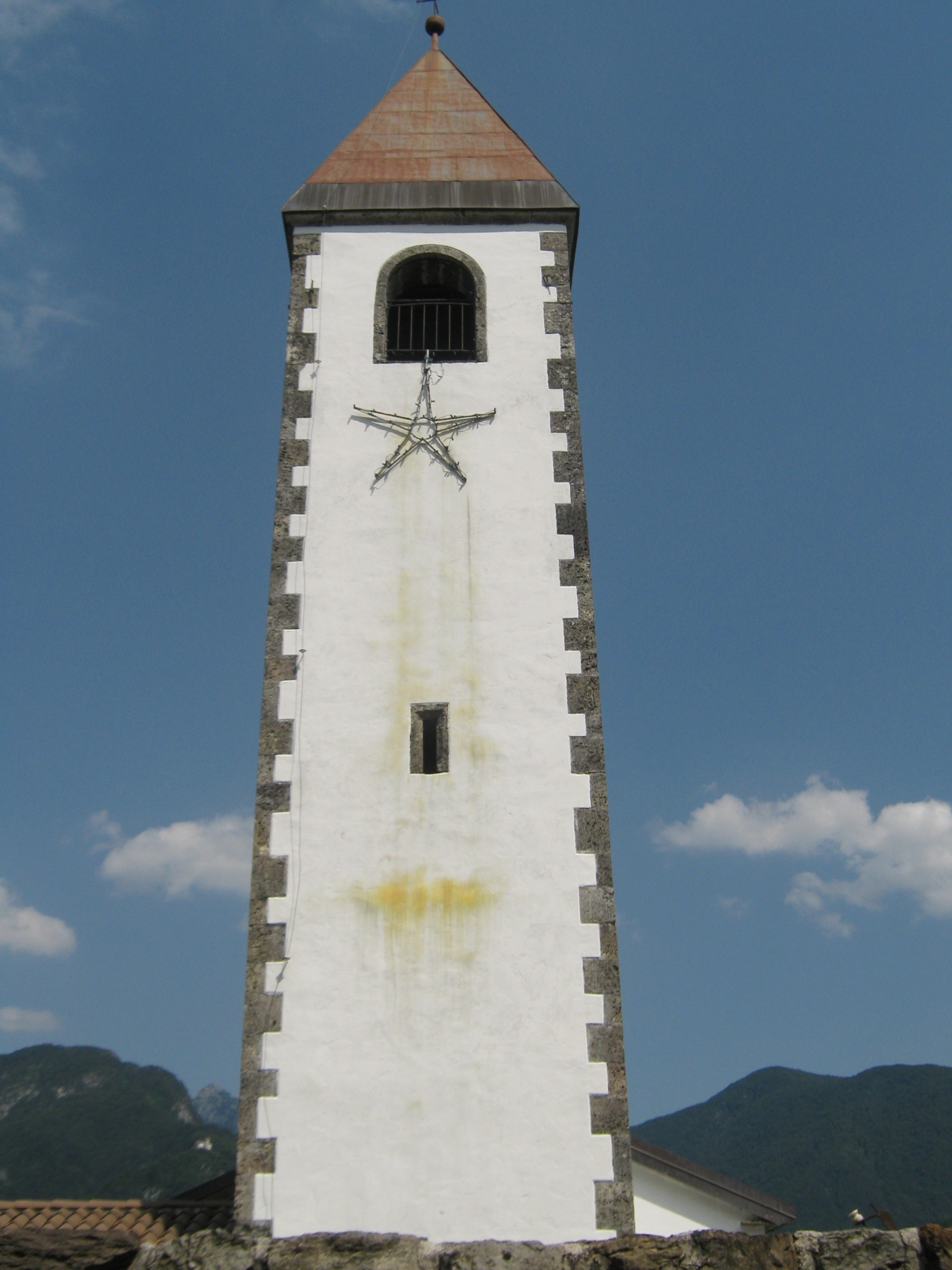
Il campanile

Nel Seicento la parrocchiale fu unita mediante la costruzione di un portico al campanile, il quale era in origine la torre di guardia dell'antica centa.
La chiesa subì delle lesioni durante l'evento sismico del 1976 e fu pertanto restaurata e consolidata tra il 1984 e il 1986; negli anni novanta si provvide ad adeguarla alle norme postconciliari con la rimozione delle balaustre e l'installazione dell'altare rivolto verso l'assemblea e dell'ambone.

## Descrizione

### Esterno
La facciata a capanna, rivolta a ponente e anticipata dal portico che si apre su due grandi archi a tutto sesto, presenta al centro il portale d'ingresso a sesto acuto e ai lati due finestrelle.
Davanti alla parrocchiale si eleva il campanile a base quadrata, la cui cella presenta su ogni lato una monofora a tutto sesto ed è coperta dal tetto a quattro falde.

### Interno
L'interno dell'edificio si compone di un'unica navata, le cui pareti sono scandite da grossi pilastri sorreggenti i costoloni che caratterizzano le volte a crociera; al termine dell'aula si sviluppa il presbiterio, rialzato di un gradino e chiuso dall'abside a tre lati.